# Arte degenerada

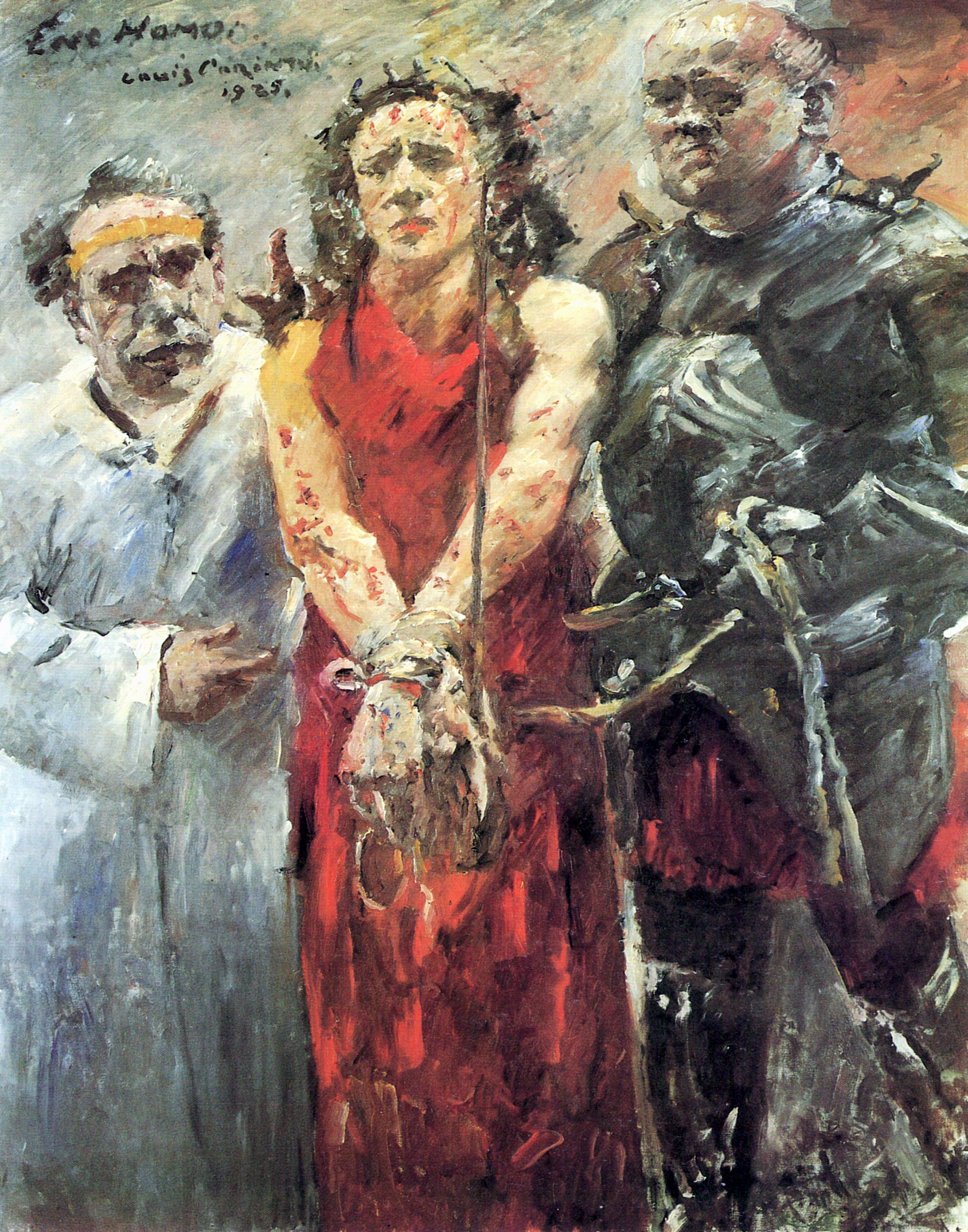
"Arte degenerada": Ecce Homo, de Lovis Corinth, 1925

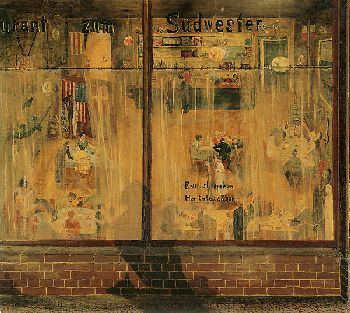
Hafenkneipe, de Joachim Ringelnatz, 1933

"Arte degenerada" (em alemão, entartete Kunst) foi o termo oficialmente divulgado para a arte moderna, difamada com justificativas de teoria racial durante o governo nazista na Alemanha. O termo “degeneração” (Entartung) foi emprestado da medicina para a arte no final do século XIX.
No Regime Nazista, foram consideradas "arte degenerada" todas as obras de arte e movimentos culturais que não estavam de acordo com a concepção de arte e o ideal de beleza clássico e naturalista, a chamada Deutsche Kunst (arte alemã). Estes movimentos incluem: Bauhaus, Dadaísmo, Cubismo, Expressionismo, Futurismo, Fauvismo, Impressionismo, Nova objetividade e Surrealismo. Além disso, todas as obras de artistas de origem judaica foram classificadas como degeneradas.

## Origem do termo "arte degenerada"
A palavra Entartung tem origem no Mittelhochdeutsch (alto-alemão médio) e significava “sair do estilo”. No século XIX, o termo foi utilizado pela primeira vez em um contexto depreciativo quando Friedrich Schlegel escreveu sobre "arte degenerada" referindo-se à Antiguidade tardia. Em 1853, o diplomata, escritor e filósofo francês Joseph Arthur Comte de Gobineau usou o termo em seu “Ensaio sobre a desigualdade das raças humanas” pela primeira vez em um sentido racialmente pejorativo, mas sem relações com o antissemitismo ou o nacionalismo alemão. Karl Ludwig Schemann, que traduziu o trabalho de Gobineau para o alemão e o publicou entre 1898 e 1901, foi membro da Alldeutscher Verband (Liga Pangermânica ou União de Todos os Alemães).
Em 1850, Richard Wagner publicou o artigo O judaísmo na música, no qual denunciou a influência do judaísmo na música e pediu a separação entre o judaísmo e a cultura alemã. Wagner publicou outros escritos teóricos sobre outros gêneros artísticos, que foram em parte controversos. Em 1892/93, o crítico judeu Max Nordau publicou sua obra Degeneração, na qual tentou provar que a degeneração da arte poderia estar relacionada à degeneração do artista. Suas teses foram posteriormente utilizadas pelos nacional-socialistas, sendo reproduzidas por Hitler quase literalmente. O imperador Guilherme II também fez um comentário depreciativo sobre as correntes de arte modernista em seu famoso discurso para a inauguração da Siegesallee, em 18 de dezembro de 1901.

## Nazistas contra a arte moderna

### Difamação de todas as formas de arte moderna

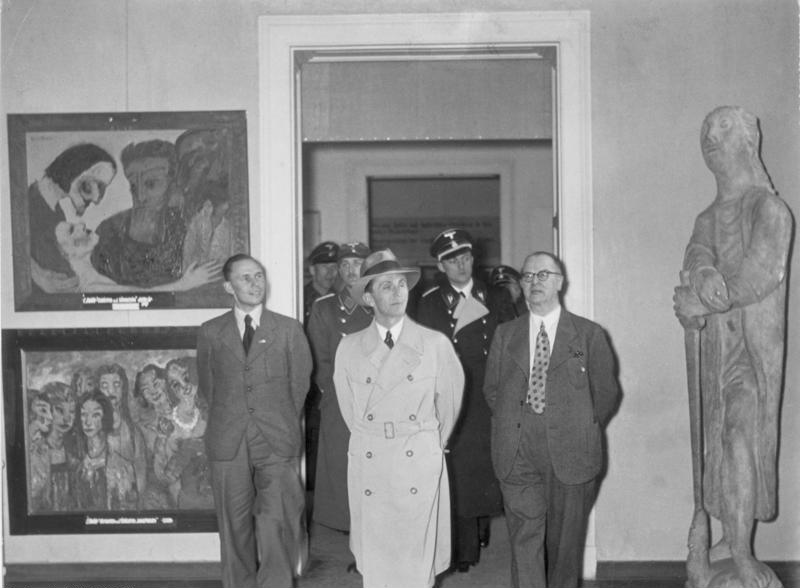
O Reichsminister Dr. Goebbels visita a Entartete Kunst.

Os nazistas desenvolveram um diferenciado ideal artístico de arte alemã e perseguiram a arte oposta, também chamada de Verfallskunst (arte decadente) e “arte discrepante”, pois se caracterizava pelo Pessimismo e pelo Pacifismo. Os artistas, comunistas ou judeus, cujas obras não estavam em conformidade com os ideais nazistas foram perseguidos. Os nazistas os proibiam de pintar e trabalhar, retiravam suas obras de arte de museus e acervos públicos, confiscavam a “arte degenerada”, forçavam os artistas à emigração ou os assassinavam.
Havia três medidas de difamação na política cultural nazista: queima de livros em maio de 1933 em Berlim, em outras 21 cidades alemãs e também na Áustria a partir de 1938; perseguição dos pintores e de sua “arte degenerada” e perseguição da “música degenerada” no Reichsmusiktage de 1938, em Düsseldorf.
Com a implementação da Lei para a Restauração do Serviço Público Profissional de 7 de abril de 1933, quando artistas judeus, comunistas e outros artistas indesejados foram retirados à força do serviço público, e com a queima de livros de 1933, que teve o seu ápice em 10 de maio na praça Opernplatz, em Berlim, ficou evidente já nos primeiros meses após a tomada de poder pelos nacional-socialistas que a diversidade da criação artística da República de Weimar havia definitivamente acabado.
O ataque de aniquilamento da modernidade e de seus protagonistas afetou todos os setores da cultura, como literatura, cinema, teatro, arquitetura e música. A música moderna, como o swing ou o jazz, foi tão cruelmente difamada na exposição Entartete Musik (música degenerada), inaugurada em 24 de maio de 1938, quanto a música de caráter "bolchevista" de compositores internacionalmente conhecidos, como Hanns Eisler, Paul Hindemith e Arnold Schönberg, a maioria também de origem judaica. Como resultado, surgiu a partir de 1940 o conhecido Lexikon der Juden in der Musik (Enciclopédia dos judeus na música).

### 1930 – 1936

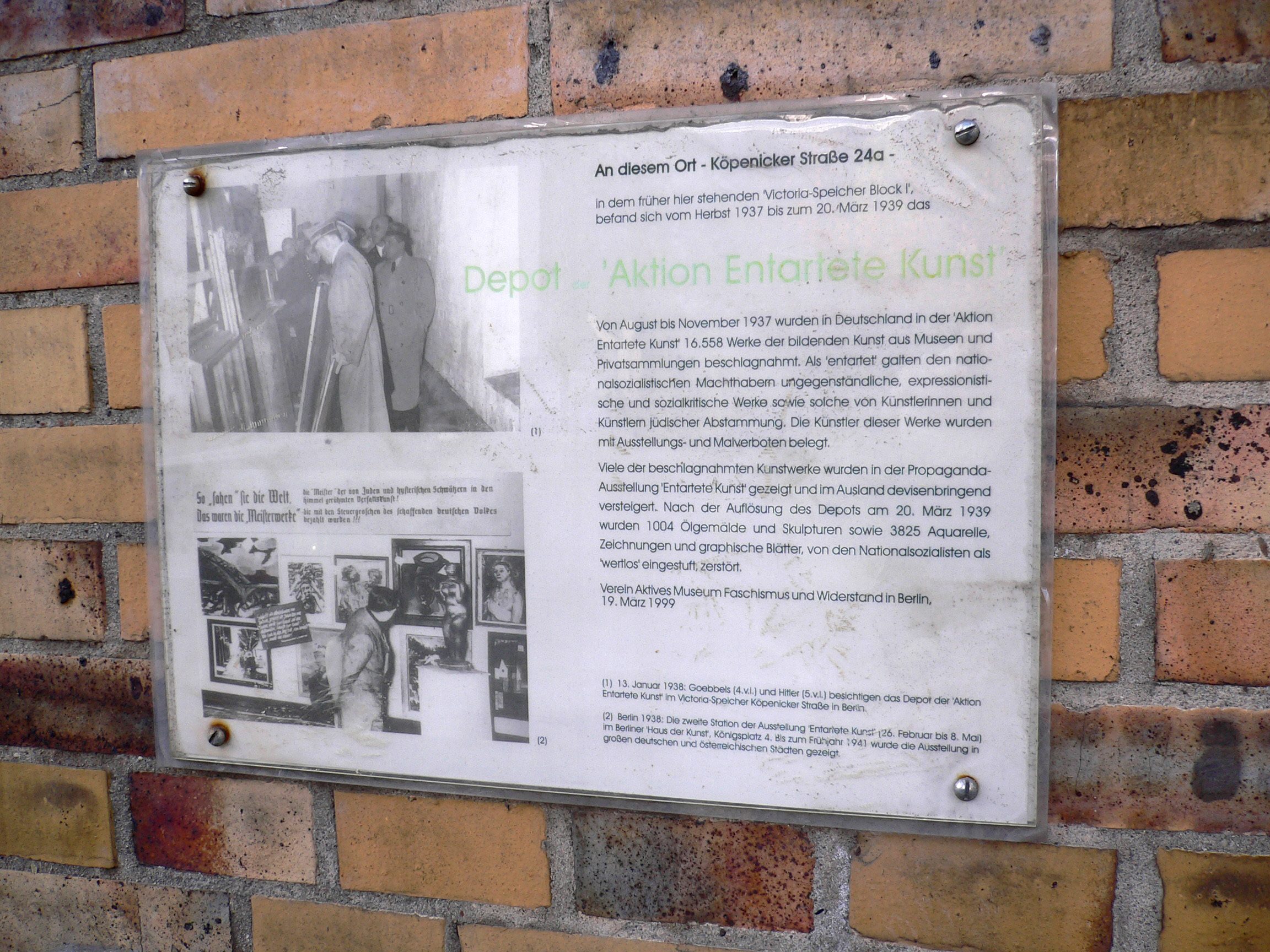
Placa de homenagem na Köpenicker Straße, em Berlim, em frente a um antigo depósito para “arte degenerada”

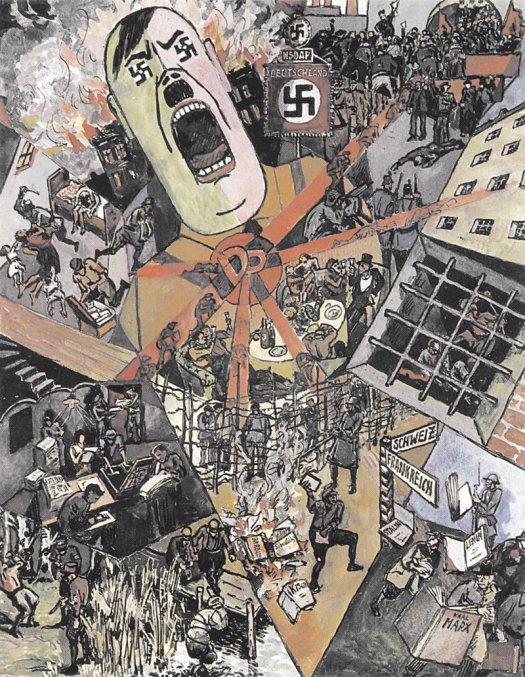
Das Dritte Reich (1934) quadro de Heinrich Vogeler (1872-1942).

O decreto Wider die Negerkultur für deutsches Volkstum (Contra a cultura negra, a favor do nacionalismo alemão), de 5 de abril de 1930, emitido pelo Ministro da Educação Nacional-Socialista da Turíngia Wilhelm Frick contra a “arte degenerada”, foi o ponto de partida para o ataque a influências artísticas definidas como “não alemãs”. Isso levou à destruição da pintura feita por Oskar Schlemmer na Kunstgewerbeschule Weimar (Escola de Artes Aplicadas de Weimar) em outubro de 1930. Logo após, Frick prosseguiu com a dissolução da Escola de Arte Bauhaus de Weimar e demitiu todos os professores. Além disso, nomeou Paul Schultze-Naumburg, um dos principais representantes de uma ideologia de construção e de cultura conservadora de direita, como diretor da recém-criada Academia de Artes de Weimar. Sob sua liderança, as obras de Ernst Barlach, Charles Crodel, Otto Dix, Erich Heckel, Oskar Kokoschka, Franz Marc, Emil Nolde, Karl Schmidt-Rottluff e de outros artistas foram retiradas do Schlossmuseum de Weimar.
Embora Frick tenha perdido poder no Landtag (Parlamento Regional) da Turíngia em 1 de abril de 1931, as eleições estaduais de 31 de julho de 1932 deram maioria absoluta ao Partido Nazista e abriram o acesso de Weimar a Berlim. Como consequência, os murais de Charles Crodel em homenagem a Goethe, pintados em 1932 nas estações de água de Bad Lauchstädt, foram ora queimados, ora apagados no verão de 1933. Enquanto isso ocorria em Berlim uma amarga disputa política, a qual Alfred Rosenberg venceu no inverno de 1934/1935 e tomou posse após os Jogos Olímpicos de Berlim em 1936. O artista Emil Bartoschek pintou imagens naturalistas exageradas, que foram vendidas para inúmeros compradores através de uma galeria na Friedrichstraße, em Berlim, o que tirou o foco da sua pintura abstrata, reservada apenas para um pequeno número de pessoas.

### 1936 – 1945
A nova onda de perseguição teve início com o fechamento do novo departamento da Nationalgalerie Berlin no Kronprinzenpalais, em 30 de outubro de 1936, e com o decreto de 30 de junho de 1937, que autorizou o novo presidente da Reichskunstkammer (Câmara de Arte do Reich) Adolf Ziegler a “selecionar e proteger as obras de arte decadente em posse federal, estadual e municipal desde 1910, no âmbito da pintura e da escultura, para fins de uma exposição”.
Em 1936 ocorreu a proibição total de toda a arte moderna. Centenas de obras de arte, especialmente pinturas, foram retiradas dos museus e confiscadas para a exposição “Arte degenerada”, vendidas no exterior ou destruídas. Os pintores, escritores e compositores eram – caso não tivessem emigrado – proibidos de trabalhar e expor suas obras. A proibição de compra de obras de arte não-arianas e modernas, existente desde 1933, ficou ainda mais restrita. A privação gradual de direitos da população judaica fez com que muitas obras de arte de sua propriedade privada caíssem nas mãos do Estado e, se consideradas degeneradas, eram destruídas ou vendidas no exterior.

### Artistas conhecidos, cujas obras foram classificadas como “arte degenerada”
Imediatamente após a tomada do poder, os nacional-socialistas mostraram agressivamente a linha que pretendiam impor em termos de política cultural nos anos seguintes através de fechamentos de exposições com ação policial e ataques verbais e físicos contra artistas e associações culturais. Em resposta, muitos artistas fugiram para os países vizinhos. Outras ondas de emigração foram desencadeadas pelas Leis de Nuremberg de 1935, pela difamação da “arte degenerada” e pela Noite dos Cristais, em novembro de 1938. Uma das consequências de tal política foi a fuga de 64 artistas de Hamburgo para 23 países diferentes.
Foram consideradas “degeneradas” a(s) obra(s) de:
| - Alexej von Jawlensky - Arnold Topp - Cesar Klein - Christian Rohlfs - Christoph Voll - Conrad Felixmüller - Constantin von Mitschke-Collande - Edwin Scharff - El Lissitzky - Elfriede Lohse-Wächtler - Emil Nolde - Emy Röder - Eric Johansson - Erich Heckel - Erich Nagel - Ernst Barlach - Ernst Ludwig Kirchner - Ernst Wilhelm Nay - Eugen Hoffmann - Ewald Mataré - Franz Marc - Friedrich (Fritz) Stuckenberg - Friedrich Skade - Friedrich Vordemberge-Gildewart - Fritz Burger-Mühlfeld - Georg Muche - George Grosz - Gerhard Marcks - Gert Heinrich Wollheim - Giorgio de Chirico - Guido Hebert - Hanns Katz - Hans Christoph Drexel - Hans Feibusch - Hans Grundig - Hans Jürgen Kallmann - Hans Purrmann - Hans Richter - Hans Siebert von Heister - Heinrich Campendonk | - Heinrich Eberhard - Heinrich Hoerle - Heinrich Maria Davringhausen - Heinrich Nauen - Herbert Bayer - Jacoba van Heemskerck - Jankel Adler - Jean Metzinger - Johannes Diesner - Johannes Itten - Johannes Molzahn - Johannes Tietz - Jussuf Abbo - Karel Niestrath - Karl Caspar - Karl Hofer - Karl Hubbuch - Karl Schmidt-Rottluff - Karl Völker - Käthe Kollwitz - Kurt Schwitters - Lasar Segall - Laszlo Moholy-Nagy - Lothar Schreyer - Lovis Corinth - Ludwig Gies - Ludwig Meidner - Lyonel Feininger - Marc Chagall - Margarethe (Marg) Moll - Maria Caspar-Filser - Max Beckmann - Max Burchartz - Max Ernst - Max Pechstein - Max Peiffer-Watenphul - Max Rauh - Oskar Kokoschka - Oskar Lüthy - Oskar Moll - Oskar Schlemmer | - Oswald Herzog - Otto Baum - Otto Dix - Otto Freundlich - Otto Gleichmann - Otto Griebel - Otto Lange - Otto Mueller - Otto Pankok - Otto Schubert - Pablo Picasso - Paul Bindel - Paul Camenisch - Paul Gauguin - Paul Klee - Paul Kleinschmidt - Paul Thalheimer - Paula Modersohn-Becker - Philipp Bauknecht - Piet Mondrian - Pol Cassel - Raoul Hausmann - Rudolf Bauer - Rudolf Belling - Rudolf Haizmann - Rudolf Möller - Rudolf Schlichter - Rudolf Grossmann - Theo Brün - Walter Dexel - Wassily Kandinsky - Werner Gilles - Werner Heuser - Werner Scholz - Wilhelm Geyer - Wilhelm Heckrott - Wilhelm Lehmbruck - Willi Baumeister - William Wauer - Xaver Fuhr |

### Exposição “Arte degenerada” em Munique, 1937

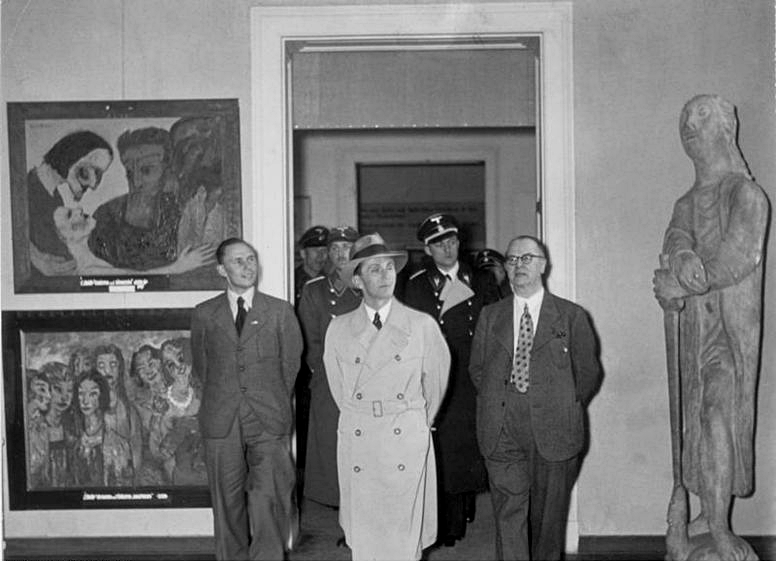
Joseph Goebbels na exposição itinerante “Arte degenerada”, 1938 em Berlim. À esquerda, duas pinturas de Emil Nolde: Christus und die Sünderin e Die klugen und die törichten Jungfrauen; à direita, uma escultura de Gerhard Marcks: São Jorge

Em 1907, Hitler foi rejeitado na Academia de Belas-Artes de Viena, a academia afirmava que ele não tinha talento por isso não foi aceito. Já como líder Nazista, Hitler ordenou a maior ação contra a arte, anunciando a exposição "Arte Degenerada". 

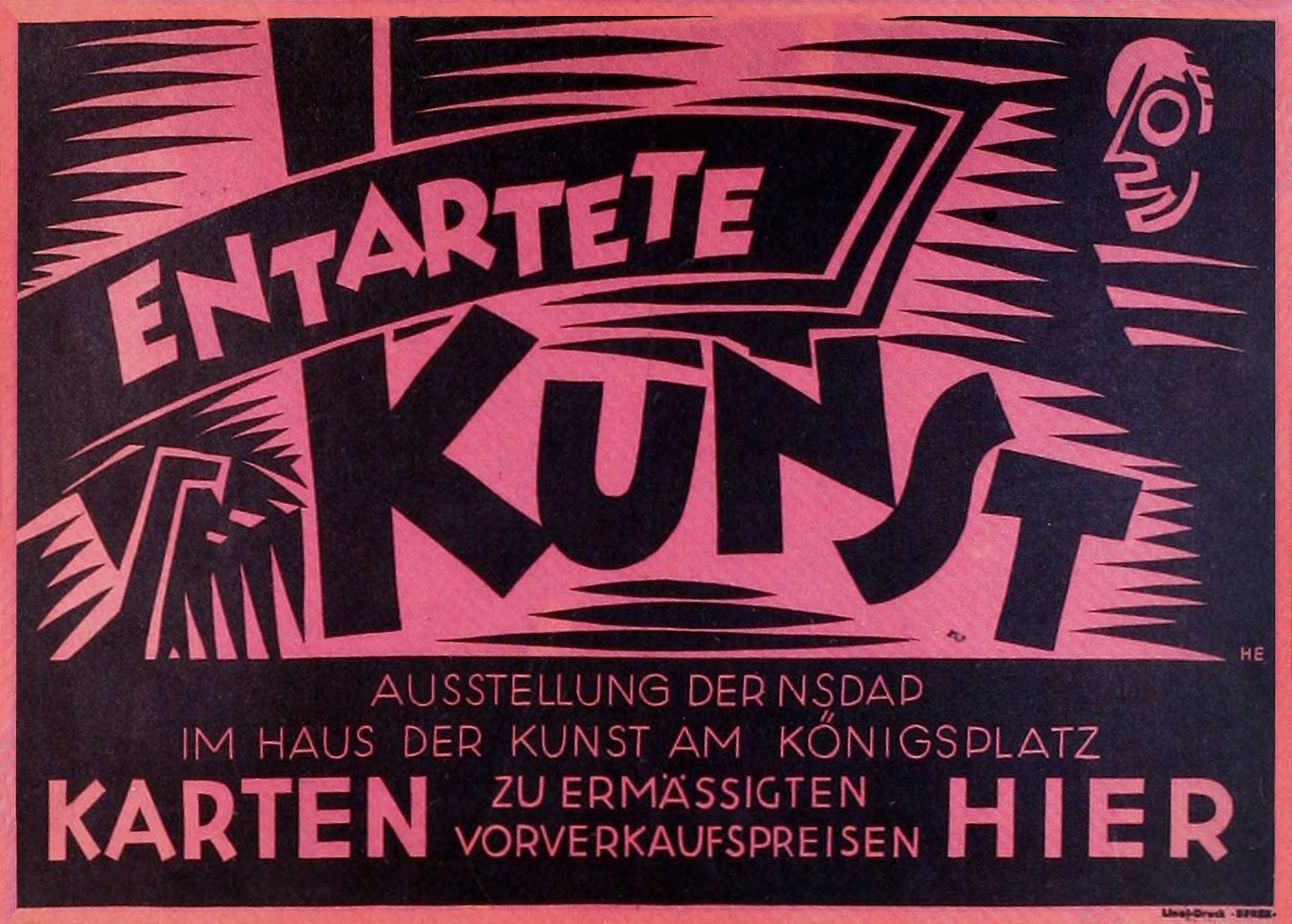
Folheto para a exposição em 1938, em Berlim

A exposição “Arte degenerada” foi inaugurada em 19 de julho de 1937 no Hofgarten em Munique e exibiu 650 obras confiscadas de 32 museus alemães. Ela também foi “exibida” em escolas e associações afiliadas ao partido em todo o país. Mais de dois milhões de pessoas visitaram a exposição, muito mais do que a exposição de arte nazista que ocorreu no mesmo período na Haus der Deutschen Kunst, visitada por apenas 420 mil pessoas. O interesse (difundido) na arte ridicularizada foi muito maior do que o oficialmente divulgado. A exposição foi iniciada por Joseph Goebbels e dirigida por Adolf Ziegler. Ao mesmo tempo em que confiscaram cerca de 16 mil obras de arte moderna, algumas das quais foram vendidas no exterior ou destruídas, os nazistas deram início a uma “limpeza” nas coleções de arte alemã, que afetou até mesmo obras antigas de museus pertencentes a colecionadores judeus.

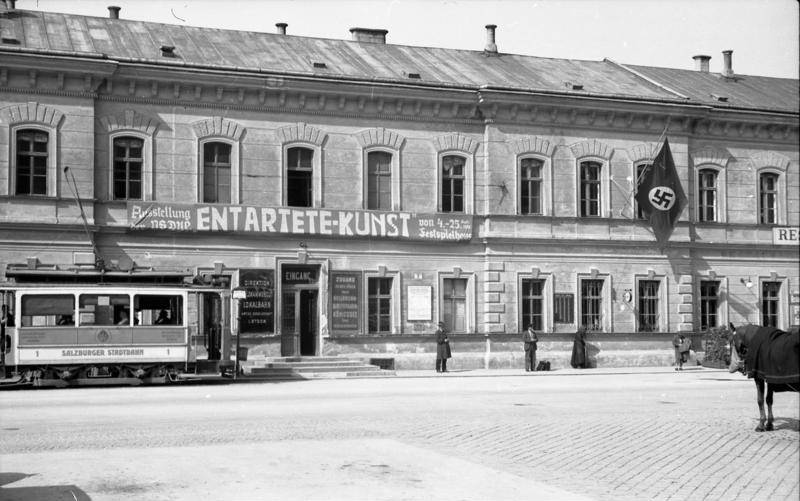
Propaganda para a exposição em Salzburg, em agosto de 1938

A exposição ocorreu como uma exposição itinerante pelas principais cidades do Reich. Depois de Berlim, a exposição foi exibida na Künstlerhaus (Viena) de 7 de maio a 18 de junho (após a anexação da Áustria ao Reich alemão em 13 de março de 1938), na Festspielhaus (Salzburg) de 4 a 25 de agosto e em Hamburgo de 11 de novembro a 31 de dezembro de 1938. De fevereiro de 1938 a abril de 1941, foi exibida nas seguintes cidades (conhecidas até então): Berlim, Leipzig, Düsseldorf, Hamburgo, Frankfurt am Main, Viena, Salzburg, Estetino e Halle.
As obras degeneradas fugiam do padrão do naturalismo, ou seja o tipo de arte que representa as figuras em ambientes naturais, buscando o equilíbrio, harmonia e perfeição. A arte modernista tinha como doutrina a liberdade, e para os nazistas este tipo de arte era considerada "coisa de judeus".
Hitler tomou várias atitudes contra manifestações artísticas que ele considerava impróprias, além de perseguir e prender professores, artistas e curadores que se identificavam com formas de arte não aprovadas pelo governo.
A exposição “Arte degenerada” relacionou as obras de arte com desenhos feitos por deficientes mentais e as dispôs junto a fotos de pessoas aleijadas, para que despertasse repugnância e inquietação nos visitantes. Desse modo, o conceito de arte do modernismo de vanguarda seria então reduzido ao absurdo e a arte moderna entendida como “degenerada” e decadente. Esta apresentação de uma arte “doente”, “judaica-bolchevique” também serviu para legitimar a perseguição a “adversários políticos” e “racialmente inferiores”.
Em 1928, utilizando-se das ideias de Nordaus, o arquiteto e teórico racista Paul Schultze-Naumburg publica o livro Kunst und Rasse [Arte e Raça], no qual aparece pela primeira vez a associação da arte moderna com o termo entartet. O autor coloca lado a lado fotografias de pessoas deformadas ou doentes mentais e pinturas de importantes artistas modernos como Amedeo Modigliani (1884–1920), Karl Schmidt-Rottluff (1884–1976) e Otto Dix (1891–1969) a fim de provar visualmente o caráter "degenerado" da produção moderna. Assim, quando Hitler passa a governar o país, em 1933, o uso dos adjetivos "degenerado" e "sadio" já está suficientemente estabelecido no meio cultural como norma de diferenciação entre a arte de vanguarda e a arte tradicional.

### Apreensões de obras de arte
Em 24 de julho de 1937, Hitler ordenou que todos os museus e exposições públicas informassem sobre as obras que representassem “decadência cultural”. Em julho de 1937, a Reichskunstkammer confiscou, por exemplo, 72 quadros, 296 aquarelas, pastéis e desenhos à mão, 926 gravuras, xilogravuras e litografias e 8 esculturas da Kunsthalle em Hamburgo. Foram retirados de mais de 1000 objetos das coleções de arte da cidade de Düsseldorf (do atual Museum Kunstpalast). Algumas obras dessa onda de apreensão foram incluídas na exposição itinerante “Arte degenerada” anteriormente mencionada. Em outras apreensões a partir de agosto de 1937, foram retiradas de mais de 100 museus aproximadamente 20 mil obras de 1400 artistas, incluindo empréstimos de propriedade privada como, por exemplo, 13 pinturas do acervo de Sophie Lissitzky-Küppers, confiscadas do Provinzialmuseum Hannover.

### Exploração da “arte degenerada”

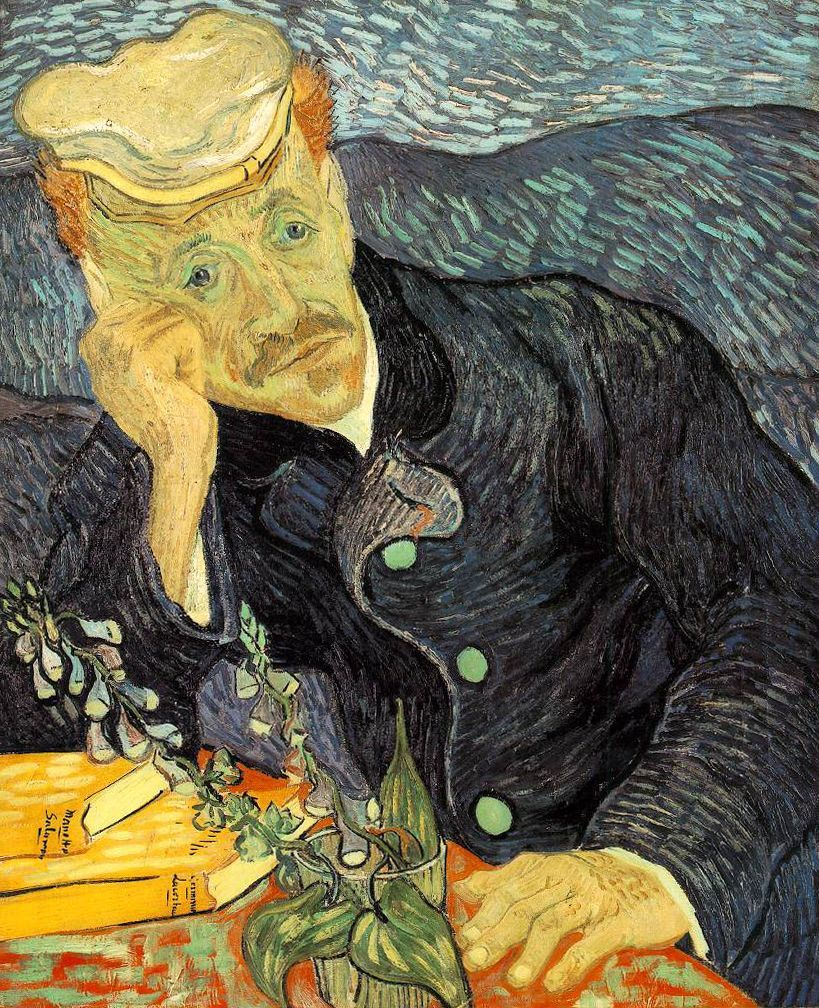
O Retrato de Dr. Gachet, de Vincent van Gogh, foi para a coleção privada de Hermann Göring

As obras confiscadas foram para depósitos em Berlim (como o Viktoriaspeicher, por exemplo) e para o Schloss Schönhausen. A desapropriação dos museus foi posteriormente legitimada pela Lei de apreensão de produtos da “arte degenerada” de 31 de maio de 1938. Göring sugeriu a venda das obras de arte no exterior, Hitler trocou algumas por obras antigas. Em 20 de março de 1939 foram queimadas 1004 pinturas e 3825 ilustrações no pátio do Corpo de Bombeiros principal em Berlin-Kreuzberg, segundo informações oficiais; algumas obras teriam sido preservadas. 125 obras foram levadas à leilão na Suíça.
Uma comissão nomeada por Göring e outros para a exploração dos produtos da “arte degenerada” avaliou os lances mínimos e então escolheu a Galerie Fischer, em Lucerna, para o leilão, que ocorreu em 30 de junho de 1939 e despertou um grande interesse no mundo todo. No entanto, os resultados para tais obras foram poucos, porque era conhecido que a Alemanha nazista queria melhorar sua situação cambial com as vendas. Muitas obras, mas nem todas, foram vendidas. Outras vendas de obras confiscadas em poder do Reich foram feitas em grande parte pelos quatro marchands Bernhard A. Böhmer, Karl Buchholz, Hildebrand Gurlitt e Ferdinand Möller e, em menor parte, por Paul Graupe, Karl Haberstock, Hansjoachim Quantmeyer e outros. O casal colecionador Sophie e Emanuel Fohn adquiriram algumas obras de “arte degenerada” ou trocaram algumas por obras de artistas dos séculos XVIII e XIX. Desse modo, ainda durante o período nazista, surgiu a Coleção Sophie e Emanuel Fohn, que foi doada ao Estado da Baviera em 1964.
Um acervo de obras de arte não vendidas foi queimado em 20 de março de 1939 pelo Corpo de bombeiros de Berlim durante uma ação chamada de treinamento. Durante essa ação, foram destruídas cinco mil pinturas, esculturas, desenhos, aquarelas e ilustrações.
“De acordo com o relatório final divulgado por Goebbels a Hitler em 4 de julho de 1939, a maioria das obras de arte foram destruídas ou armazenadas, e 300 pinturas e esculturas e 3 mil ilustrações foram vendidas no exterior.”

## Consequências

### Perdas irreparáveis para os museus
No período entre as duas guerras mundiais, muitos museus alemães tinham adquirido importantes coleções de arte moderna através de aquisições e doações. Devido às apreensões da ação da Propaganda Nazista em relação à “arte degenerada” no verão de 1937, foi retirada uma grande parte do acervo dos museus, sem ressarcimento. Alfred Hentzen, ex-diretor da Kunsthalle em Hamburgo, lamentou a grande perda artística e material: “A ampliação [do acervo] está progredindo lentamente, cada vez mais lentamente a medida em que nossos fundos insuficientes distanciam cada vez mais dos preços de mercado de arte, e teme-se que muitas das grandes lacunas não possam mais ser preenchidas. […] A explicação para essas deficiências e lacunas é provavelmente a mesma que todos os museus alemães dão. A base do acervo contemporâneo que Gustav Pauli cuidadosamente construiu de 1914 a 1933 foi desfeita através de apreensão e venda em 1937, de modo que somente cinco aquisições deste período reaparecem. […] Todas as obras que Pauli adquiriu de contemporâneos mais jovens, obras-primas de Munch, Nolde, Kirchner, Schmidt-Rottluff, Heckel, Kokoschka, Franz Marc e até mesmo um trabalho inicial da fase azul de Picasso, foram vítimas da iconoclastia e hoje estão em museus e acervos privados no exterior. Esta perda nunca será totalmente reparada.”
Além da “arte degenerada” em sua maioria contemporânea, também foram vítimas outras obras que não estavam de acordo com os ideais nacional-socialistas, incluindo obras do romantismo e do impressionismo alemão. Otto H. Förster, curador do Museu Wallraf-Richartz, vendeu obras de August Weber, Max Liebermann, entre outros, e comprou obras apreendidas no período nazista, que tiveram de ser devolvidas depois de 1945.
A maioria dos acervos demostrou pouco interesse em preencher as lacunas das vendas e das perdas de guerra após 1945 e focou em obras a partir do expressionismo.

### Artistas “esquecidos” cujas obras foram classificadas como “arte degenerada”
Muitos dos pintores de “arte degenerada” são hoje considerados “artistas esquecidos” ou geração esquecida, pois morreram na pobreza, cometeram suicídio ou foram assassinados, suas obras foram confiscadas como “degeneradas” e, na maioria das vezes, destruídas. Mesmo os sobreviventes muitas vezes não conseguiram recuperar o reconhecimento após a Segunda Guerra Mundial pois apesar de se desenvolverem dentro do seu estilo, não quiseram se identificar com as novas tendências da arte.
Entre os “artistas esquecidos” estão Jankel Adler, Walter Gramatté, Curt Grosspietsch, Maximilian Jahns, Rudolf Jahns, Richard Haizmann, Ludwig Haller-Rechtern, Fritz Heinsheimer, Werner Hofmann, Johannes Molzahn, Gerta Overbeck-Schenk, Curt Querner, Carl Rabus, Anita Rée, Grete Schick, Fritz Schulze, Kurt Scheele, Erich Schmid, Georg Alfred Stockburger, Fritz Stuckenberg, Franz Wilhelm Seiwert, Kasia von Szadurska, Oscar Zügel, Werner Scholz, entre outros.
Desde metade da década de 1980 o colecionador de arte Gerhard Schneider adquiriu as obras do pintor Valentin Nagel, falecido em 1942, assim como trabalhos realistas e expressivos de outros artistas esquecidos, e divulgou-as ao público.
O Centro de Artes Perseguidas em Solingen, fundado em 2015 pela Wuppertaler Else-Lasker-Schüler-Gesellschaft e pelo Exil-Pen (P.E.N. Centro de autores de língua alemã no exterior), é dedicado à valorização dos artistas esquecidos. Além dos artistas visuais, estão incluídos aqui escritores, músicos, compositores, atores, dançarinos, etc. O Centro de Artes Perseguidas expõe os artistas esquecidos das áreas da pintura e da literatura em duas exposições permanentes e complementa o tema com exposições temporárias.

## Projeto de pesquisa
Um Centro de pesquisas “Arte degenerada” foi criado na primavera de 2003 e foi financiado principalmente pela Ferdinand-Möller-Stiftung, no Instituto de História da Arte na Universidade Livre de Berlim. A gestão é de responsabilidade de Klaus Krüger e a coordenação de Meike Hoffmann, com a colaboração de Andreas Hüneke. Em abril de 2004, um projeto de parceria com o mesmo nome foi criado no Seminário de história da arte da Universidade de Hamburgo. A pesquisa tem foco nos métodos da política da arte nacional-socialista, especialmente nos precedentes, nos acontecimentos e nas consequências das apreensões de obras de arte modernas dos museus alemães em 1937. Além disso, há pesquisas sobre as exposições de difamação da arte moderna desde 1933 e sobre a mostra de propaganda política “Arte degenerada” com suas numerosas estações entre 1937 e 1941. O destino dos artistas envolvidos, as estratégias dos diretores dos museus e o papel dos comerciantes de arte também são estudados. Um objetivo importante é a criação de uma lista completa de todas as obras confiscadas de “arte degenerada”. Uma série de publicações revela a situação da pesquisa. Outro foco do projeto é o ensino universitário para estudos de proveniência. Há também o guia prático para lidar com fontes primárias e analisar materiais de arquivo, bem como a cooperação com museus e instituições de Berlim que trabalham com a arte apreendida pelos nazistas e sua restituição.

## Exposiçõesin memoriam
- Berliner Skulpturenfund

Durante as escavações de resgate arqueológico, antes da construção da estação de metrô Rotes Rathaus na Rathausstraße, em frente à Rotes Rathaus (Prefeitura Vermelha) em Berlim, foram descobertas em 2010 onze esculturas que haviam sido confiscadas em 1937 para a exposição “Arte degenerada”. De acordo com a Stiftung Preußischer Kulturbesitz (Fundação do Patrimônio Cultural da Prússia), trata-se de esculturas de bronze de Edwin Scharff, Otto Baum, Marg Moll, Gustav Heinrich Wolff, Naum Slutzky e Karl Knappe, bem como peças de cerâmica de Otto Freundlich e Emy Röder. Elas foram exibidas em uma exposição intitulada Der Berliner Skulpturenfund. ‚Entartete Kunst‘ im Bombenschutt em 9 de novembro de 2010 no pátio do Neues Museum, na Ilha dos Museus, e depois disso como uma exposição itinerante. Além disso, os fragmentos sugerem que foram armazenadas no depósito, desconhecido até a escavação, em torno de 200 a 300 pinturas e ilustrações que não sobreviveram ao fogo de 1944. As obras provavelmente estavam em caminhões no local encontrado, como revela uma nota sobre a “carga de sete metros”.
- 5 de junho a 28 de agosto de 2011, Kulturforum Burgkloster, Lübeck 1933–45. Verfolgt – Verfemt – Entartet. Obras do acervo na Willy-Brandt-Haus, Berlim.[21]
- Descoberta de mais seis esculturas

Em 13 de março de 2012, o Museum für Vor- und Frühgeschichte e o Centro de Pesquisas “Arte degenerada” da Universidade Livre de Berlim apresentaram as seis descobertas ao público. As seis esculturas são: Frommer Mann, de Karel Niestrath; Sitzendes Mädchen, de Will Lammert; Figur, de Richard Haizmann; Stehender weiblicher Akt, de Gustav Heinrich Wolff, Reiter, de Fritz Wrampe e Mädchen mit Traube, de Karl Ehlers. Elas também foram exibidas até 18 de março de 2012 na exposição Der Berliner Skulpturenfund e posteriormente em Hamburgo.
- War einmal ein Bumerang. Der Maler Joachim Ringelnatz kehrt zurück. De 29 de abril a 17 de julho de 2016 no Centro de Artes Perseguidas, Solingen.
- SPOT ON: 1937. Ação “Arte degenerada”, em Düsseldorf. Museum Kunstpalast. De 14 de julho de 2017 a 14 de julho de 2018[23]

## Schwabinger Kunstfund 2012
Ver também: Schwabinger Kunstfund
Em novembro de 2013 foi anunciada a descoberta de 1285 imagens sem moldura e 121 com moldura, encontradas em fevereiro de 2012 no apartamento do filho de Hildebrand Gurlitt em Schwabing (Munique). Gurlitt foi um dos comerciantes de arte contratados para a exploração das obras confiscadas durante o nazismo. De acordo com um relatório da revista Focus, trata-se de obras de Pablo Picasso, Henri Matisse, Marc Chagall, Emil Nolde, Franz Marc, Max Beckmann e Max Liebermann. De acordo com um relatório do Süddeutsche Zeitung, a historiadora cultural Meike Hoffmann foi contratada para pesquisar a origem exata de tais obras. Pelo menos 300 das descobertas devem pertencer à “Arte degenerada”. Há aviso oficial de busca para pelo menos 200 obras.